# San José de Morona
San José de Morona ist eine Ortschaft und eine Parroquia rural („ländliches Kirchspiel“) im Kanton Tiwintza der ecuadorianischen Provinz Morona Santiago. Die Parroquia besitzt eine Fläche von 533,79 km². Die Einwohnerzahl lag im Jahr 2010 bei 2274. Für das Jahr 2015 wurde eine Einwohnerzahl von 2764 prognostiziert. In 80 Prozent der Comunidades bildet die indigene Volksgruppe der Shuar die Mehrheit.

## Lage
Die Parroquia San José de Morona liegt in der vorandinen Zone im Südosten der Cordillera de Kutukú. Das Gebiet liegt in Höhen zwischen 180 m und 1230 m. Der nach Süden fließende Río Yaupi begrenzt das Areal im Westen. Zentral in der Parroquia treffen die Flüsse Río Mangosiza und Río Cangaime aufeinander und vereinigen sich zum Río Morona. Der Río Cangaime fließt zuvor entlang der nordöstlichen Verwaltungsgrenze nach Westen. Ein Großteil des Verwaltungsgebietes liegt im Einzugsgebiet des Río Morona. Lediglich der Westen fließt über den Río Santiago ab. Der etwa 200 m hoch gelegene Hauptort San José de Morona befindet sich 40 km ostnordöstlich vom Kantonshauptort Santiago. Nahe dem Ort endet die Fernstraße E40 von Cuenca kommend.
Die Parroquia San José de Morona grenzt im zentralen Norden an die Parroquia Sevilla Don Bosco (Kanton Morona),
im Nordosten und im Osten an die Parroquia Tuutinentza (Kanton Taisha), im Süden an Peru, im Südwesten an die Parroquia Santiago sowie im Nordwesten an die Parroquia Yaupi (Kanton Logroño).

## Orte und Siedlungen
In der Parroquia gibt es folgende Comunidades:
- 27 de Febrero
- Achunts
- Chau
- Jempekat
- Kaank Grande
- Kayamas
- La Unión
- Panints
- Puerto Morona
- Río Amazonas
- Samik
- San José de Morona
- San Pedro
- Sekuank
- Shaimi
- Shakaim
- Triunfo Mangosisa

## Geschichte
Die Parroquia San José de Morona wurde am 2. Dezember 1991 gegründet (Registro Oficial N° 824). Am 23. Oktober 2002 wurde die Parroquia Teil des neu geschaffenen Kantons Tiwintza.